# Mariakapel (Trintelen)

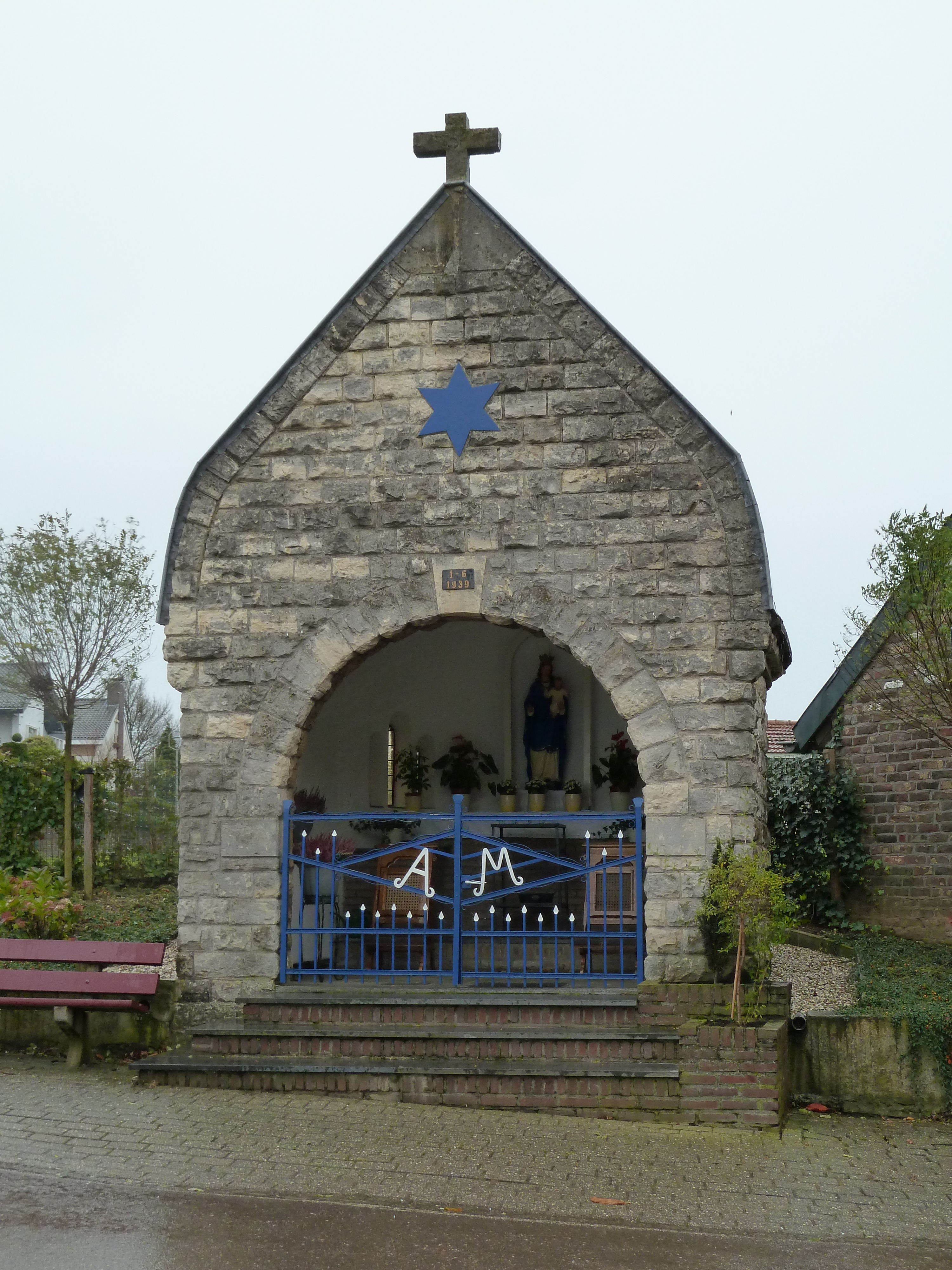
De Mariakapel

De Mariakapel is een kapel in Trintelen in de Nederlands Zuid-Limburgse gemeente Gulpen-Wittem. De kapel staat aan het noordelijk uiteinde van de Trintelen (horende bij Eys), direct aan de gemeentegrens met Mingersborg horende bij Ubachsberg dat in de gemeente Voerendaal is gelegen. Voor de kapel ligt een kruising van de wegen Mingersborg en Eyserweg, van de weg van Ubachsberg naar Eys, en de wegen Vrouwenheide en Achterweg, van de weg van Huls naar Eyserheide. Tegenover de kapel staat de Bernardushoeve waar in de gevel een nis aangebracht is waarin een beeldje van de heilige Bernardus staat die toezicht houdt op de kapel.
De kapel is gewijd aan Maria, specifiek Onze-Lieve-Vrouwe Sterre der Zee.

## Geschiedenis
In 1939 werd de kapel gebouwd door de Jonkheid van Mingelsborg. Op 1 juni 1939 werd de kapel ingewijd.

## Bouwwerk
De kapel is opgetrokken in Kunradersteen onder een koepeldak van bitumineuze shingles. De achterzijde van de kapel is halfrond naar de vorm van het koepeldak en in de achter- en zijgevels is vier keer drie getrapte vensters aangebracht, waarvan het middelste venster het hoogste. Op het koepeldak staat een smeedijzeren kruis, staand op een kleine bol die gedragen wordt door drie spijlen. Aan de voorzijde heeft de kapel een verhoogde frontgevel met op de top van de puntgevel een cementstenen kruis en op driekwart hoogte een blauwe zespuntige ster. In de frontgevel bevindt zich een rondboogvormige toegang, die wordt afgesloten met een glazen deur en een sluitsteen heeft met cijfers:

1-6
1939

Van binnen is het koepelgewelf van de kapel wit gepleisterd. Tegen de achterwand is met bakstenen een altaar gemetseld. Op het altaar staat een beeld van Maria, in blauwe mantel over een wit gewaad, die het kindje Jezus vasthoudt. Rond het beeld is een houten rondboog aangebracht waarin lampjes zijn bevestigd en zo Maria een stralenkrans geven.